# Passerelle de l’Estellier
La nouvelle passerelle de l'Estellier, est une arche de structure métallique, dont la construction a commencé en automne 1999, qui traverse la rivière Verdon, au lieu-dit l'Estellier, dans les gorges du Verdon.

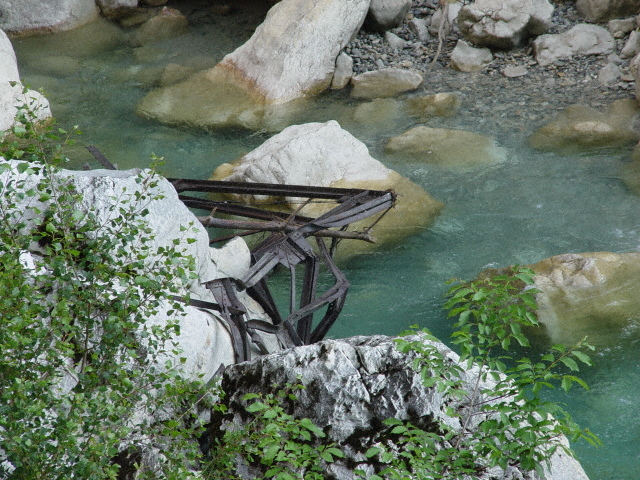
Les restes de l'ancienne passerelle de l'Estellier

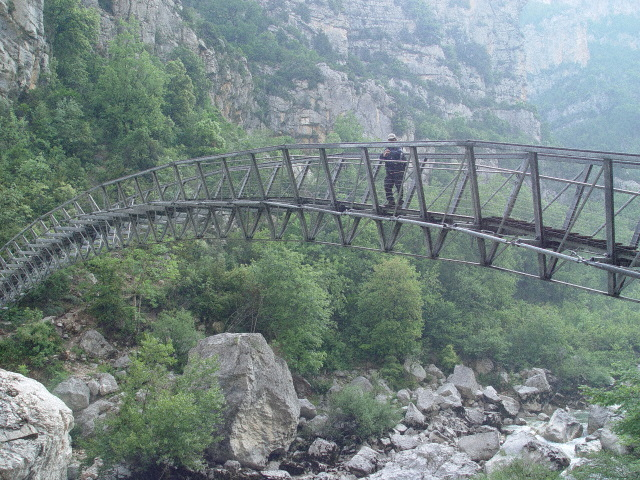
Passerelle de l'Estellier traversée par un promeneur

Elle a été construite en remplacement de celle qui a été emportée par la furie des eaux lors de
la crue centennale du 5 novembre 1994. Elle est officiellement ouverte depuis 2004. Elle permet de rejoindre le sentier Martel, puis le chalet de la Maline (en 1 heure de marche) depuis le sentier de l'Imbut, en aval de la falaise des Cavaliers.
Cette passerelle est le seul ouvrage pour piétons traversant la rivière ; elle est très utilisée par les nombreux touristes qui empruntent les sentiers qui longent la rivière. Cette  passerelle  mesure  45  m  de  long.  C'est un  arc  en  acier comprenant une  structure  tridimensionnelle  avec  une  section  en forme de V.  Le site de cet ouvrage n'est pas accessible par la route, aussi les éléments de la passerelle ont-ils été manufacturés en atelier, transportés par hélicoptère et assemblés sur place. L'architecte Dominique Putz est l'auteur du projet et l'ingénieur Alain Ranvier a effectué les calculs de structure